# Прогресивна народна партия
Немска народна партия за напредък (ФФП) (от нем.: Fortschrittliche Volkspartei или FVP) представител на долната и средната част на средната класа от 6 март 1910 до 1918 г. Призлиза от Свободмислещата Народна Партия, Свободомислещото Обединение и Немската Народна Партия.
През 1918 г. в резултат на Ноемврийската революция ФФП е преобразувана в ДДП.